# Americký klusák

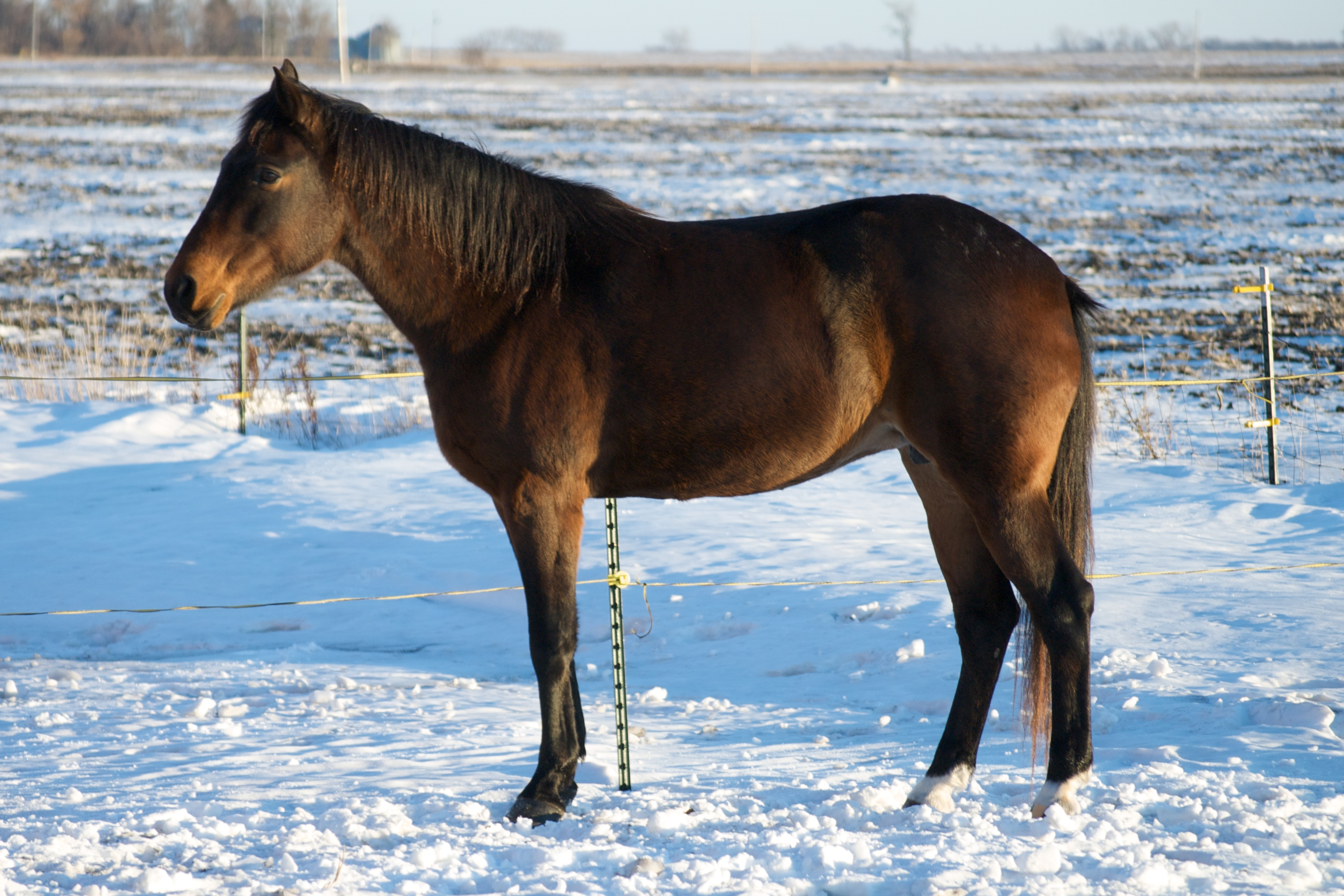
Americký klusák

Americký klusák je plemeno plnokrevného koně, odchovaného v USA koncem 18. století, které se postupně stalo nejvyhledávanějším plemenem klusáckých koní na světě.

## Historie
Předkem byl hřebec Messenger, anglický plnokrevník dovezený z Anglie roku 1788. Do jeho chovu byly připouštěny klisny plemen Norfolkové (hřebec Bellfonder), holandští klusáci, arabové a kanadští mimochodníci. Takto vznikl roku 1849 významný chovný hřebec Hambletonian 10. Plemeno dalo vzniknout čtyřem zakládajícím hřebcům amerických klusáků: George Wilkes, Dictator, Happy Medium a Electioneer. Americký klusák se stal oblíbeným plemenem pro klusácké dostihy, ve kterých se využívá dodnes.

## Povaha
Americký klusák je mírné povahy, ochotný, učenlivý a soutěživý. Je velmi rychlý a vytrvalý. Je také inteligentní a dobře ovladatelný.

## Konstituce
Hlava je plnokrevného typu, krk kratší a svalnatý. Plece jsou silné, lopatky skloněné. Hrudník je hluboký, hřbet je delší a rovný, záď skloněná a silná. Končetiny jsou pevné a dobrými klouby a tvrdými kopyty. Srst bývá tmavě hnědá nebo černá. Jsou u něj povoleny všechny čisté barvy – hnědáci, vraníci i ryzáci. V kohoutku dorůstají průměrně 157 cm.

## Využití
Americký klusák se využívá především v klusáckých dostizích po celém světě. Vyniká zde svou rychlostí i silou. Pro svou povahu to je i oblíbený jezdecký a sportovní kůň. Je vyvážen do celého světa, neboť je jedním z nejoblíbenějších klusáků na světě.